# Cristian Mijares
Cristian Ricardo Lucio Mijares (* 2. Oktober 1981 in Durango) ist ein mexikanischer Boxer im Superfliegengewicht.

## Profikarriere
Am 17. November 2006 boxte Mijares gegen Reynaldo Lopez um die Interimsweltmeisterschaft des Verbandes WBC und siegte durch einstimmige Punktrichterentscheidung. Am 6. Dezember desselben Jahres wurde er kampflos zum WBC-Weltmeister erklärt. Diesen Titel verteidigte er insgesamt sieben Mal. Zudem kam im Mai 2006 der Weltmeistergürtel der WBA hinzu, als er im Titelvereinigungskampf gegen Alexander Muñoz durch geteilte Punktentscheidung gewann. 
Am 1. November 2008 kam es zur zweiten Titelvereinigung. Neben den Titeln der Verbände WBA und WBC stand auch der des Verbandes IBF auf dem Spiel, den der armenische Rechtsausleger Vic Darchinyan hielt. Mijares verlor diesen Fight durch K. o. in Runde 9.
Im Dezember 2010 gelang es Mijares doch noch den Weltmeistertitel der IBF zu erobern, als er Juan Alberto Rosas einstimmig nach Punkten bezwang. Diesen Titel hielt er bis zum darauffolgenden Jahr.